# Aeroportul Fort Wayne
Aeroportul Fort Wayne (IATA: FWA, ICAO: KFWA, FAA LID: FWA) este un aeroport din Indiana, Statele Unite ale Americii ce deservește zona Fort Wayne. Aeroportul a fost tranzitat în 2019 de 804.800 de pasageri. A fost numit după zona deservită.
Situat la o altitudine de 248 m, aeroportul dispune de 3 piste.

## Infrastructură

### Piste
Aeroportul dispune de 3 piste: 
- pista 05/23, cu dimensiunile 11.981 picioare × 150 picioare
- pista 09/27, cu dimensiunile 4.001 picioare × 75 picioare
- pista 14/32, cu dimensiunile 8.002 picioare × 150 picioare